# Амінофеноли

орто-, мета- та пара-амінофенол (зліва направо)

Амінофено́ли — органічні сполуки, похідні фенолу. Серед найпростіших амінофенолів існує 3 ізомери: орто-амінофенол, мета-амінофенол та пара-амінофенол.
Амінофеноли амфотерні, у водних розчинах легко окислюються (крім мета-амінофенолу). Розчиняються добре в ацетоні, ацетонітрилі, диметилсульфоксиді, етилацетаті.
Застосовуються для виробництва барвників, деяких ліків і у фотографії.